# Bătălia de la Alep (2024)
La 29 noiembrie 2024, grupul de opoziție sirian Tahrir al-Sham, împreună cu grupuri aliate susținute de Turcia din Comandamentul Operațiunilor Militare, au intrat în orașul Alep, deținut de armata arabă siriană. Bătălia a început în a treia zi a unei ofensive a rebelilor pe scară largă în nord-vestul Siriei. Este pentru prima dată când au izbucnit lupte în oraș de la bătălia anterioară, care a început în 2012 și s-a încheiat în 2016, când administrația lui Assad a gonit rebelii din oraș.
La 30 noiembrie 2024, grupurile de opoziție au capturat cea mai mare parte a orașului în timpul colapsului forțelor pro-guvernamentale.